# Haiducii (serie de filme)

Haiducii - o serie de filme românești regizate de Dinu Cocea pe baza unor scenarii de Eugen Barbu.
1. Haiducii (1966), regizat de Dinu Cocea după un scenariu scris de Eugen Barbu, Nicolae Mihail și Mihai Opriș. El este primul film din seria Haiducii. Rolurile principale sunt interpretate de actorii Ion Besoiu, Marga Barbu, Amza Pellea, Toma Caragiu, Jean Constantin, Fory Etterle și Ion Finteșteanu.
2. Răpirea fecioarelor (1968), regizat de Dinu Cocea după un scenariu scris de Eugen Barbu, Mihai Opriș și Dinu Cocea. El este cel de-al doilea film din seria Haiducii. Rolurile principale sunt interpretate de actorii Emanoil Petruț, Marga Barbu, George Constantin, Toma Caragiu, Olga Tudorache, Gheorghe Ionescu-Gion și Florin Scărlătescu.
3. Răzbunarea haiducilor (1968), regizat de Dinu Cocea după un scenariu scris de Eugen Barbu, Mihai Opriș și Dinu Cocea. El este cel de-al treilea film din seria Haiducii. Rolurile principale sunt interpretate de actorii Emanoil Petruț, Marga Barbu, George Constantin, Toma Caragiu, Olga Tudorache, Colea Răutu și Jean Constantin.
4. Haiducii lui Șaptecai (1971), regizat de Dinu Cocea după un scenariu de Eugen Barbu și Mihai Opriș. El este cel de-al patrulea film din seria Haiducii. Rolurile principale sunt interpretate de Florin Piersic, Marga Barbu, Toma Caragiu, Constantin Codrescu, Aimée Iacobescu, Mihai Mereuță și Colea Răutu.
5. Zestrea domniței Ralu (1971), regizat de Dinu Cocea după un scenariu scris de Eugen Barbu și Mihai Opriș. El este cel de-al cincilea film din seria Haiducii. Rolurile principale sunt interpretate de Florin Piersic, Marga Barbu, Toma Caragiu, Constantin Codrescu, Aimée Iacobescu, Mihai Mereuță și Colea Răutu.
6. Săptămîna nebunilor (1971), regizat de Dinu Cocea după un scenariu scris de Eugen Barbu, Mihai Opriș și Dinu Cocea. El este cel de-al șaselea film din seria Haiducii. Rolurile principale sunt interpretate de Florin Piersic, Marga Barbu, Toma Caragiu, Constantin Codrescu, Aimée Iacobescu, Carmen Maria Strujac și Colea Răutu.

## Vezi și
- Listă de serii cu șase filme